# Мислів
Ми́слів — село Калуського району Івано-Франківської області на берегах річки Луква. Входить до складу Калуської міської громади.
Внаслідок забудови село злилося з сусіднім селом Ріп'янка і межею їхнього поділу є сільрада і школа.

## Історія
Поблизу села виявлено стародавній могильник.

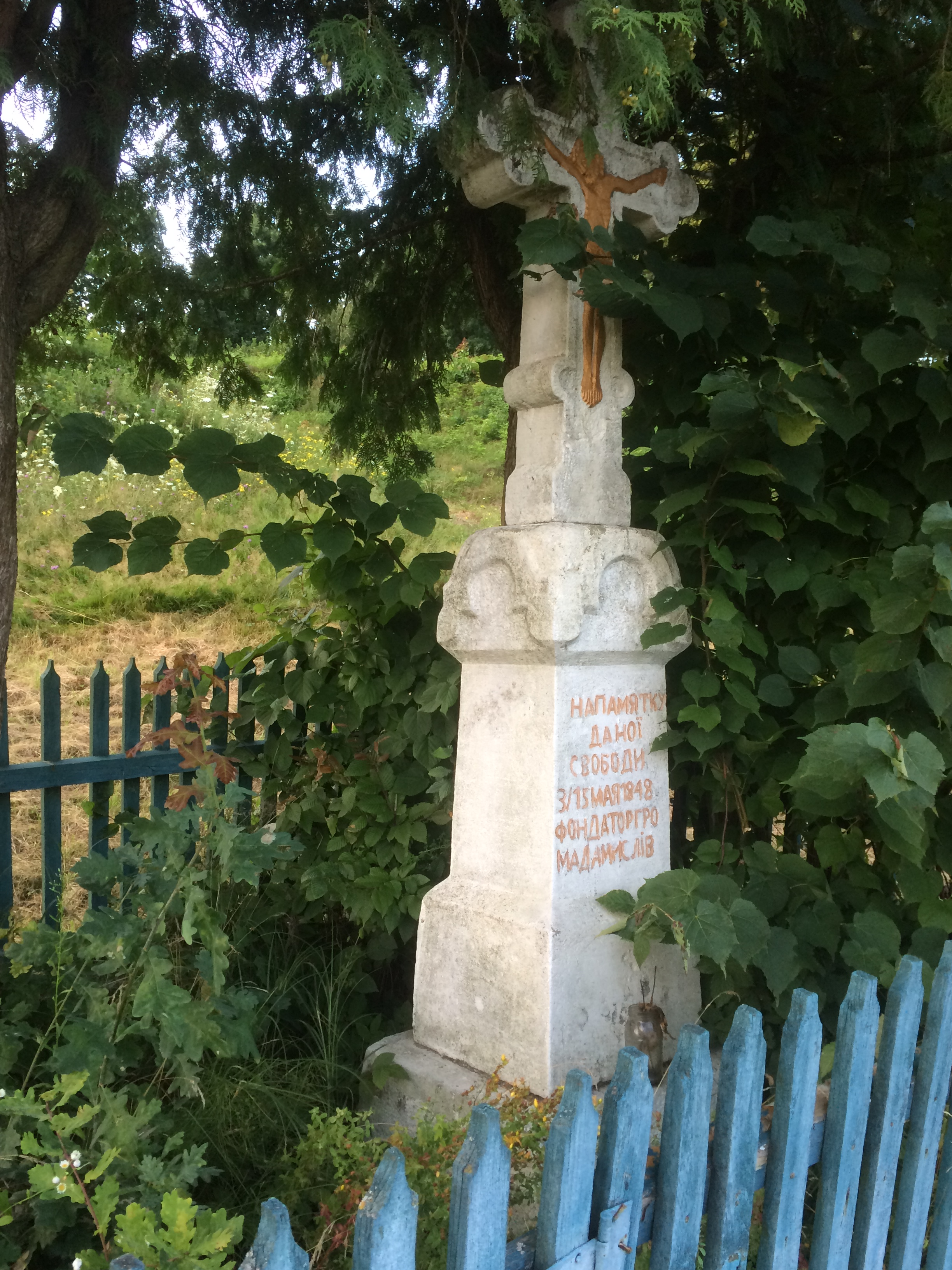
Хрест знесення панщини 1848

20 листопада 1631 року калуський староста Лукаш Жолкевський (племінник попереднього старости Станіслава Жолкевського) надав осадчим (Прокопу Юшкевичу, його сину Дмитру та іншим особам) дозвіл заснувати на північно-східній околиці Калуської королівщини село Мислів. Згідно з локаційною грамотою, мешканці нового поселення звільнялися на 15 років від сплати податків. Осадчі Мислова набували статусу князів (очільників сільської громади на волоському праві) і отримували право зайняти в селі два лани угідь.
Жителі села брали участь у народному повстанні 1648 року.
До першого поділу Речі Посполитої (1772 р.) село належало до Калуського староства Галицької землі Руського воєводства.
У 1880 році — 760 мешканців (15 римо-католиків, решта — греко-католики), церква святого Миколая (належить до парафії Ріп'янка), філія школи.
У 1939 році в селі проживало 1340 мешканців (1240 українців, 60 поляків і 40 євреїв).
В січні 1946 р. для боротьби з УПА в кожному селі був розміщений гарнізон НКВД, у Мисліві — з 46 осіб (на допомогу готові були 1300 в Калуші, 300 — в Ріп'янці, 300 — в Яворівці і т. д.).
18 березня 1950 року рішенням Калуського райвиконкому № 95 в селі утворено колгосп «Зоря», куди загнали 220 селянських господарств.

## Населення

### Мова
Розподіл населення за рідною мовою за даними перепису 2001 року:
| Мова       | Кількість | Відсоток |
| ---------- | --------- | -------- |
| українська | 758       | 98.96%   |
| російська  | 8         | 1.04%    |
| Усього     | 766       | 100%     |

## Церква
У 1686 році священник мислівський сплатив 5 злотих катедратика (столового податку). Назва церкви — святого Миколая згадується у реєстрі духовенства, церков і монастирів Львівської єпархії 1708 року. У протоколах генеральних візитацій Львівсько-Галицько-Камянецької єпархії 1740—1755 рр. церква описується як дерев'яна, збудована коштом парохіян, рік побудови — 1720, парох — Ян Гадинчак, висвячений у 1730 році, 20 парохіян-господарів.
Церква Різдва Богородиці (храмове свято 21 вересня), збудована 1896 року, пам'ятка архітектури місцевого значення № 774. Австрійська армія конфіскувала в серпні 1916 р. у мислівській церкві 5 дзвонів діаметром 55, 43, 31, 27, 24 см, виготовлених у 1902—1904 рр. Після Великої війни польська влада отримала від Австрії компенсацію за дзвони, але громаді села грошей не перерахувала. Після псевдособору 1946 року храм забрала Російська православна церква. Натомість православна громада збудувала в 1990-х роках нову церкву.

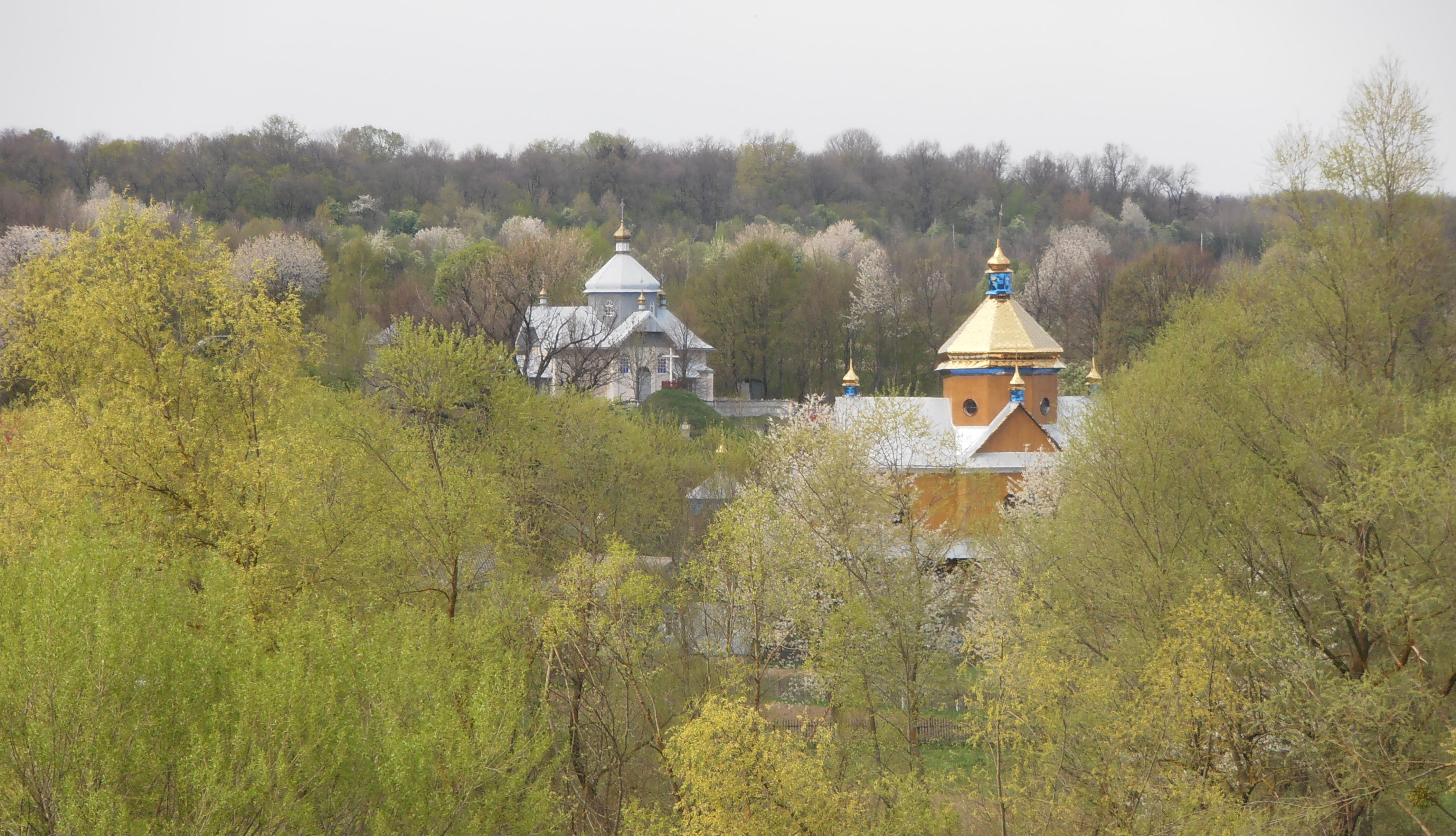
Церкви Мислова
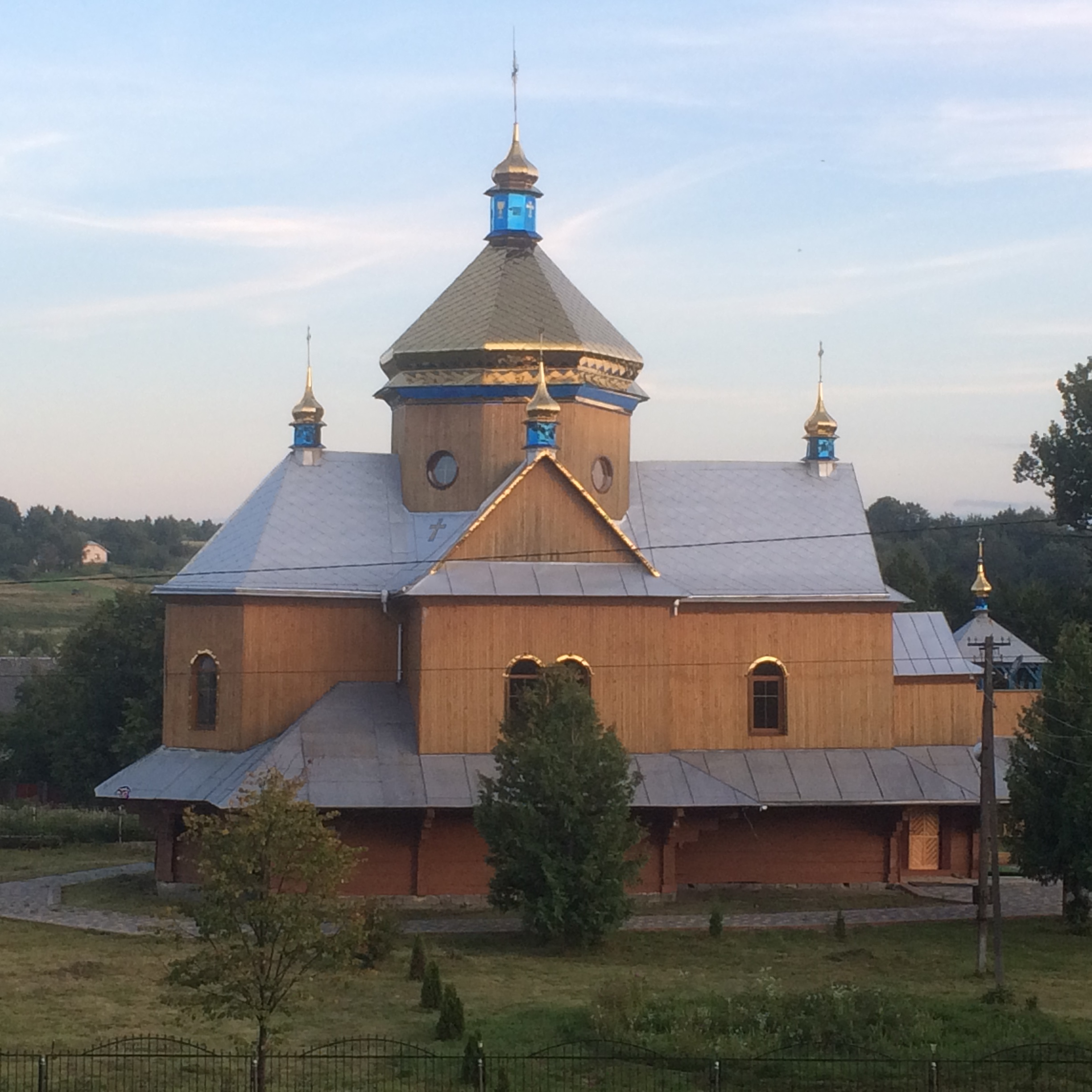
УГКЦ
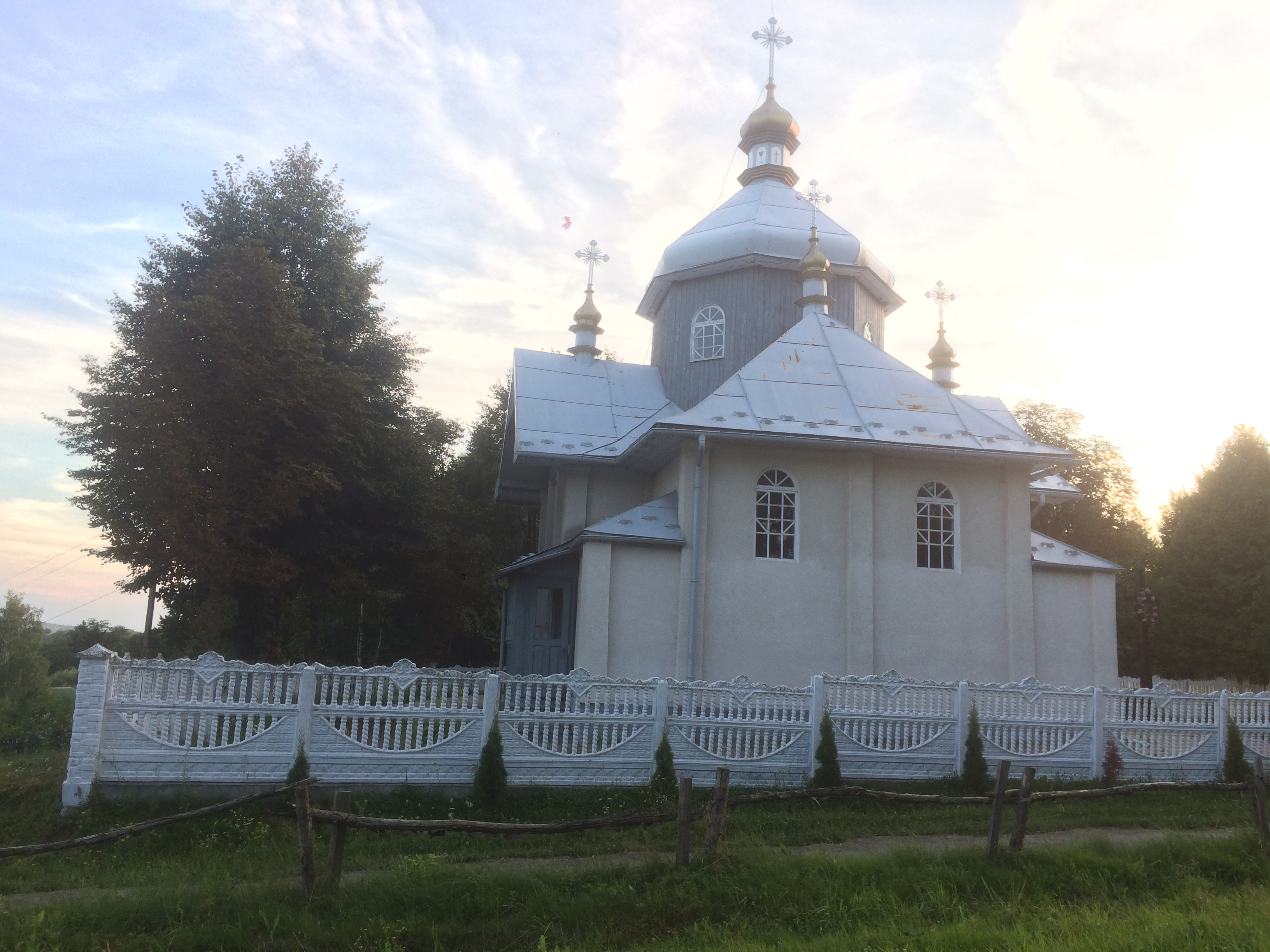
Нова православна церква
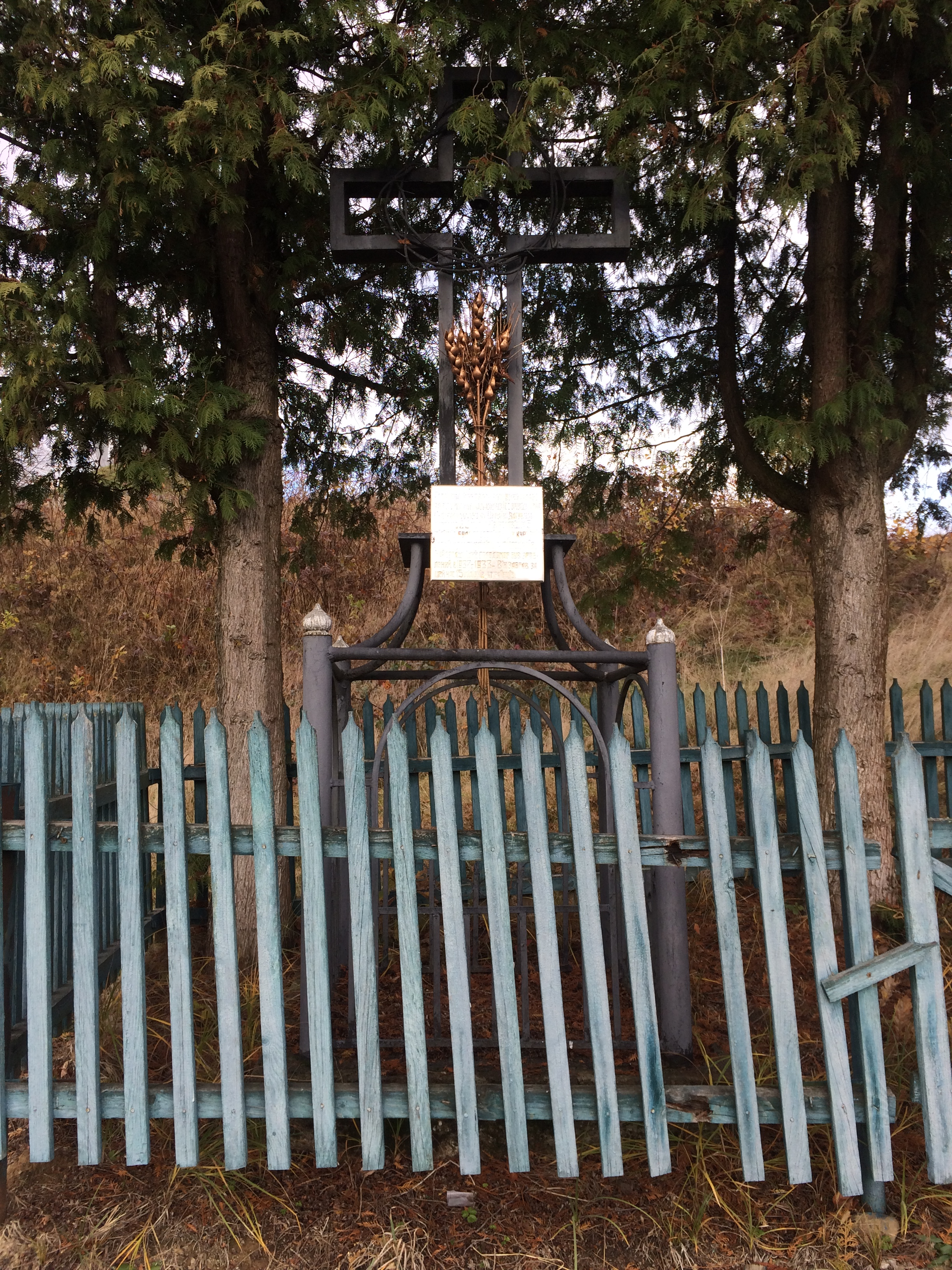
Пам'ятник жертвам голодомору

## Соціальна сфера
- Народний дім
- Лікарська амбулаторія[10]
- 267 дворів, 822 мешканці.

## Вулиці
У селі є вулиці:
- Незалежності (колишня Дружби)[12]
- Набережна (колишня Ковпака)
- Масловської
- Прикарпатський провулок
- Степана Бандери
- Шевченка